# Bảo tàng nghệ thuật

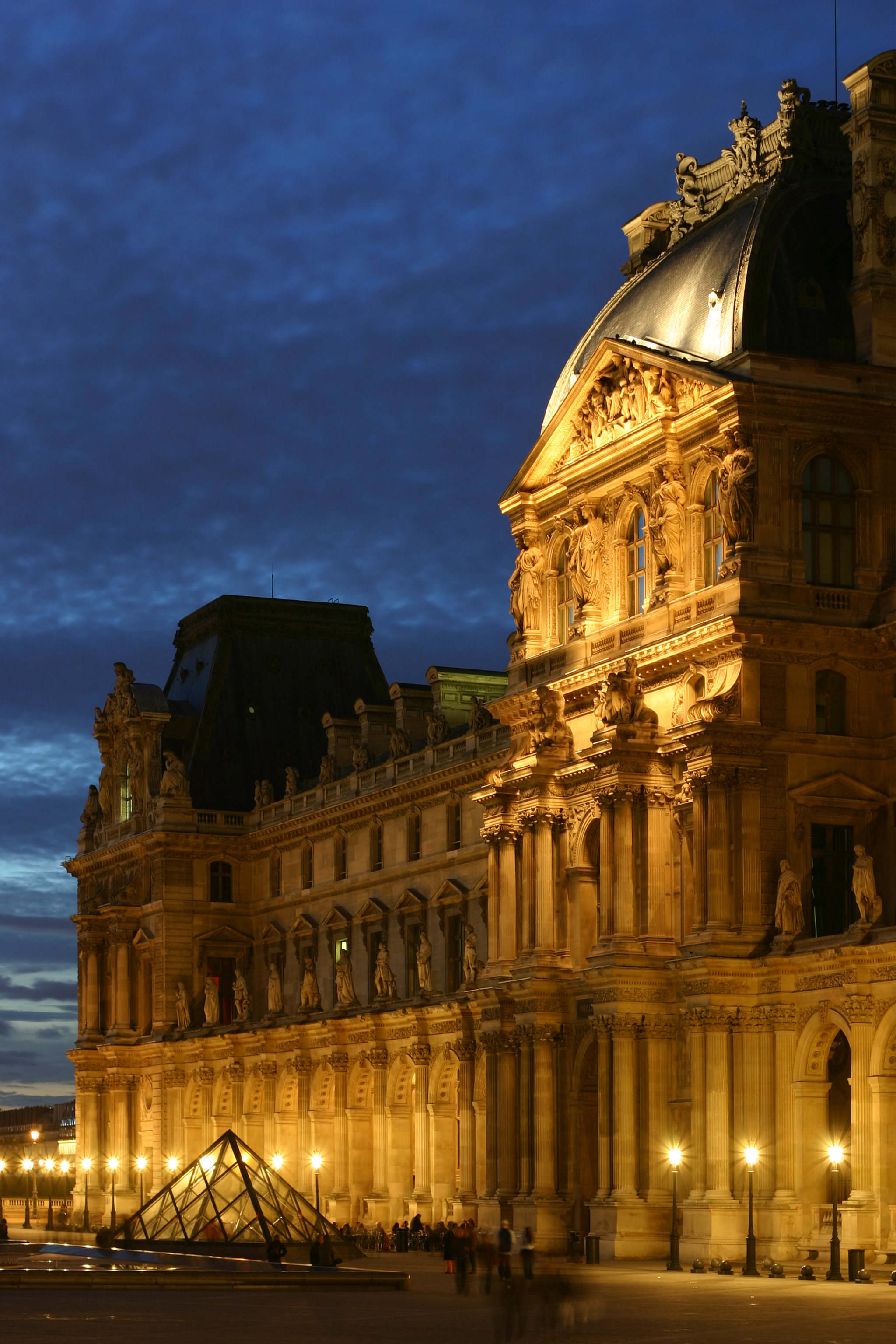
Bảo tàng Louvre ở Paris, Pháp, là bảo tàng nghệ thuật được ghé thăm nhiều nhất trên thế giới vào năm 2018.

Bảo tàng nghệ thuật hoặc phòng trưng bày nghệ thuật là một tòa nhà hoặc không gian để trưng bày nghệ thuật, thường là từ bộ sưu tập của chính bảo tàng. Nó có thể thuộc sở hữu công cộng hoặc tư nhân và có thể truy cập được cho tất cả hoặc có những hạn chế tại chỗ. Mặc dù chủ yếu liên quan đến nghệ thuật thị giác, các phòng trưng bày nghệ thuật thường được sử dụng làm nơi trao đổi văn hóa và các hoạt động nghệ thuật khác, như nghệ thuật biểu diễn, buổi hòa nhạc, hoặc đọc thơ. Các bảo tàng nghệ thuật cũng thường xuyên tổ chức các triển lãm tạm thời theo chủ đề, thường bao gồm các vật phẩm được cho mượn từ các bộ sưu tập khác.
Để phân biệt với một phòng trưng bày nghệ thuật thương mại, mà được điều hành bởi một đại lý nghệ thuật, mục đích chính của một bảo tàng nghệ thuật không phải là để bán các tác phẩm được trưng bày.

## Lịch sử

### Bộ sưu tập tư nhân
Trong suốt lịch sử, các tác phẩm nghệ thuật lớn và đắt tiền thường được ủy quyền bởi các tổ chức tôn giáo và quân vương và được trưng bày trong các đền thờ, nhà thờ và cung điện. Mặc dù những bộ sưu tập nghệ thuật này là riêng tư, chúng thường được cung cấp để xem cho một phần công chúng. Trong thời cổ điển, các tổ chức tôn giáo bắt đầu hoạt động như một hình thức ban đầu của phòng trưng bày nghệ thuật. Những nhà sưu tập La Mã giàu có về đá quý khắc (bao gồm Julius Caesar) và các đồ vật quý giá khác thường tặng bộ sưu tập của họ cho các đền thờ. Không rõ công chúng có thể dễ dàng được xem chúng hay không. 

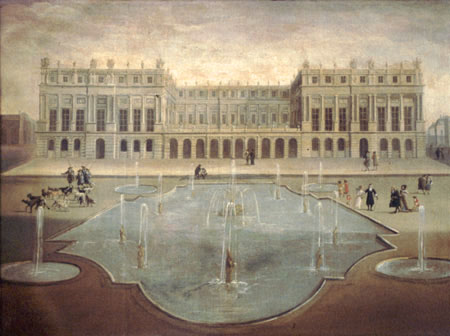
Bộ sưu tập nghệ thuật tại Cung điện Versailles ở Pháp đã được mở theo định kỳ để cho những người đáng kính được xem công khai.

Ở châu Âu, từ cuối thời trung cổ trở đi, các khu vực trong cung điện hoàng gia, lâu đài và nhà ở lớn của giới tinh hoa xã hội thường được tiếp cận một phần với các bộ phận của công chúng, nơi có thể xem các bộ sưu tập nghệ thuật. Tại Cung điện Versailles, lối vào được giới hạn cho những người mặc trang phục phù hợp - phụ kiện thích hợp (khóa giày bạc và thanh kiếm) có thể được thuê từ các cửa hàng bên ngoài. Kho báu của các thánh đường và nhà thờ lớn, hoặc một phần của chúng, thường được đặt ra để trưng bày công khai. Nhiều ngôi nhà lớn ở nước Anh có thể được lưu diễn bởi một người đáng kính cho một người giúp việc, trong thời gian dài khi gia đình không ở.
Các sắp xếp đặc biệt đã được thực hiện để cho phép công chúng thấy nhiều bộ sưu tập của hoàng gia hoặc tư nhân được đặt trong các phòng trưng bày, như với hầu hết các bức tranh của Bộ sưu tập Orleans, được đặt trong một cánh của Palais-Royal ở Paris và có thể được truy cập cho hầu hết thế kỷ 18 Ở Ý, du lịch nghệ thuật của Grand Tour đã trở thành một ngành công nghiệp lớn từ thế kỷ 18 trở đi, và các thành phố đã nỗ lực để làm cho các tác phẩm chính của họ có thể truy cập được. Bảo tàng Capitoline bắt đầu vào năm 1471 với việc hiến tặng tác phẩm điêu khắc cổ điển cho thành phố Rome của Giáo hoàng, trong khi Bảo tàng Vatican, nơi các bộ sưu tập vẫn thuộc sở hữu của Giáo hoàng, theo dõi nền tảng của họ đến năm 1506, khi Laocoön and His Sons được phát hiện gần đây đưa lên màn hình công cộng. Một loạt các bảo tàng về các chủ đề khác nhau đã được mở ra trong nhiều thế kỷ tiếp theo, và nhiều tòa nhà của Vatican được xây dựng có mục đích như phòng trưng bày. Một kho bạc hoàng gia ban đầu được mở ra cho công chúng là Hầm xanh của Vương quốc Sachsen vào những năm 1720.
Các bảo tàng được thành lập riêng mở cửa cho công chúng bắt đầu được thành lập từ thế kỷ 17 trở đi, thường dựa trên một bộ sưu tập các loại tủ tò mò (cabinet of curiosities). Bảo tàng đầu tiên như vậy là Bảo tàng Ashmolean ở Oxford, được khai trương vào năm 1683 để cất giữ và trưng bày các cổ vật của Elias Ashmole được trao cho Đại học Oxford theo yêu cầu.

### Phòng trưng bày công cộng

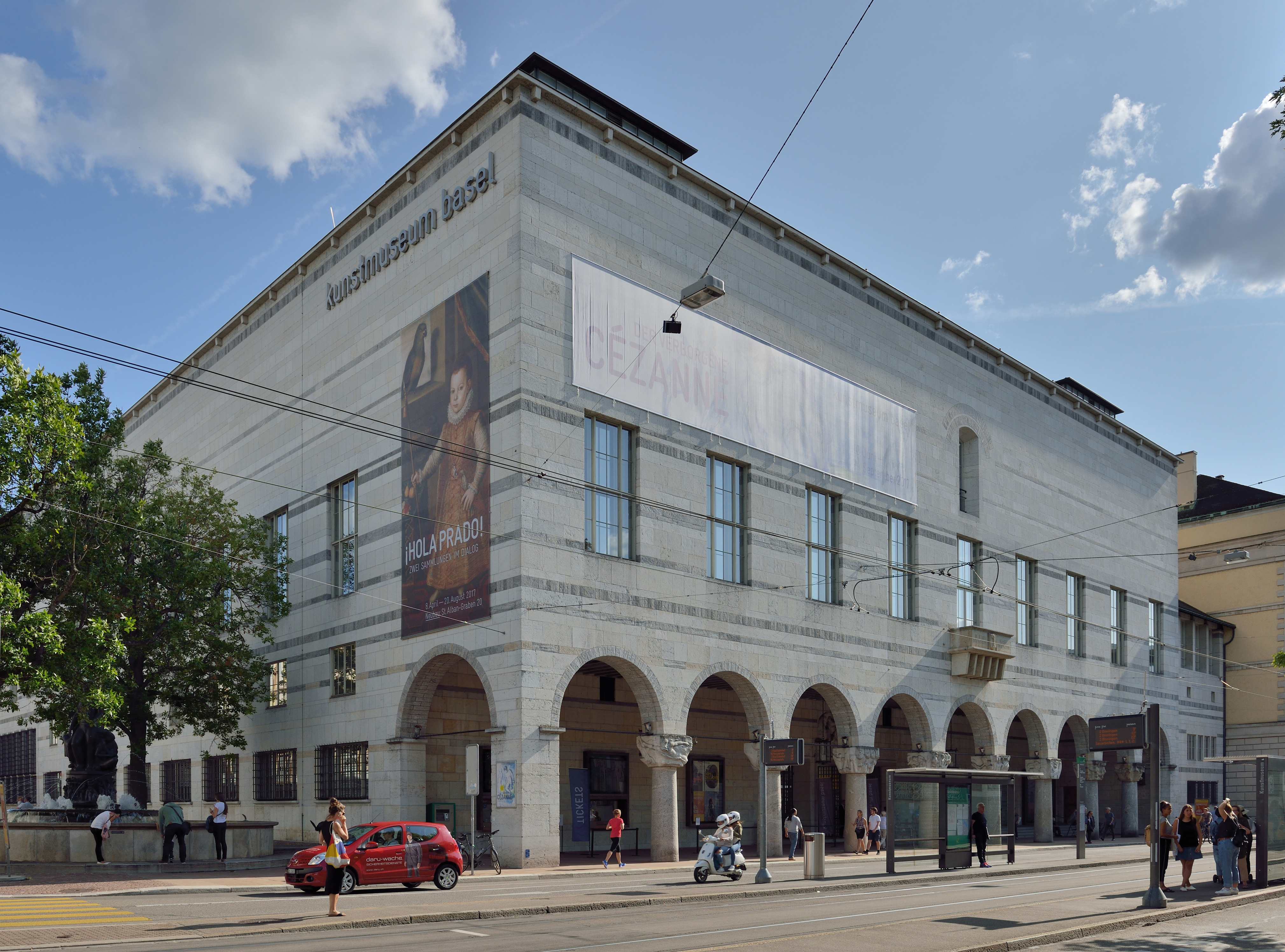
Kunstmuseum Basel là bảo tàng nghệ thuật công cộng đầu tiên trên thế giới.

Kunstmuseum Basel, thông qua dòng dõi kéo dài đến Nội các Amerbach, một bộ sưu tập các tác phẩm của Hans Holbein được mua bởi thành phố Basel vào năm 1661, là bảo tàng nghệ thuật đầu tiên mở cửa cho công chúng trên thế giới.
Trong nửa sau của thế kỷ thứ mười tám, nhiều bộ sưu tập nghệ thuật tư nhân đã được mở ra cho công chúng, và trong và sau Cách mạng Pháp và Chiến tranh Napoléon, nhiều bộ sưu tập hoàng gia đã được quốc hữu hóa, ngay cả khi chế độ quân chủ vẫn còn, như ở Tây Ban Nha và Bavaria.
Năm 1753, Bảo tàng Anh được thành lập và bộ sưu tập các bản thảo của Thư viện Hoàng gia Cũ đã được tặng cho nó để xem công khai. Năm 1777, một đề nghị với chính phủ Anh đã được nghị sĩ John Wilkes đưa ra để mua bộ sưu tập nghệ thuật của cố lãnh đạo Sir Robert Walpole, người đã tích lũy một trong những bộ sưu tập lớn nhất ở châu Âu và cất nó trong một cánh được chế tạo đặc biệt của Bảo tàng Anh để xem công khai. Sau nhiều cuộc tranh luận, ý tưởng cuối cùng đã bị từ bỏ do chi phí lớn, và hai mươi năm sau, bộ sưu tập đã được Tsaritsa Catherine Đại đế của Nga mua và lưu giữ tại Bảo tàng Nhà nước Hermecca ở Saint Petersburg.
Bộ sưu tập hoàng gia xứ Bavaria (nay thuộc Alte Pinakothek, Munich) đã được mở cửa cho công chúng vào năm 1779 và bộ sưu tập Medici ở Florence vào khoảng năm 1789  (với tư cách là Phòng trưng bày Uffizi). Việc mở Musée du Louvre trong Cách mạng Pháp năm 1793 với tư cách là một bảo tàng công cộng cho phần lớn bộ sưu tập hoàng gia Pháp trước đây đã đánh dấu một giai đoạn quan trọng trong việc phát triển tiếp cận công chúng với nghệ thuật bằng cách chuyển quyền sở hữu cho một nhà nước cộng hòa; nhưng đó là sự tiếp nối của các xu hướng đã được thiết lập tốt. Tòa nhà hiện đang bị chiếm đóng bởi Prado ở Madrid được xây dựng trước Cách mạng Pháp để trưng bày công khai các bộ phận của bộ sưu tập nghệ thuật hoàng gia, và các phòng trưng bày hoàng gia tương tự đã được mở cho công chúng ở Vienna, Munich và các thủ đô khác. Tuy nhiên, ở Vương quốc Anh, Bộ sưu tập Hoàng gia tương ứng vẫn nằm trong tay tư nhân của quốc vương và phòng trưng bày nghệ thuật quốc gia được xây dựng có mục đích đầu tiên là Phòng triển lãm tranh Dulwich, được thành lập vào năm 1814 và Phòng triển lãm Quốc gia, London mở cửa cho công chúng một thập kỷ sau đó trong 1824. Tương tự, Phòng trưng bày Quốc gia ở Prague không được hình thành bằng cách mở một bộ sưu tập nghệ thuật hoàng gia hoặc hoàng gia hiện có cho công chúng mà được tạo ra từ đầu như một dự án chung của một số quý tộc Séc vào năm 1796.
Phòng trưng bày nghệ thuật Corcoran thường được coi là bảo tàng nghệ thuật đầu tiên ở Hoa Kỳ. Ban đầu nó được đặt trong Phòng trưng bày Renwick được xây dựng vào năm 1859. Bây giờ là một phần của Viện Smithsonian, Renwick lưu giữ bộ sưu tập nghệ thuật Mỹ và Châu Âu của William Wilson Corcoran. Tòa nhà được thiết kế bởi James Renwick, Jr. và cuối cùng hoàn thành vào năm 1874. Nó nằm ở 1661 Pennsylvania Avenue NW. Renwick đã thiết kế nó sau khi bổ sung Tuileries của Louvre. Vào thời điểm xây dựng, nó được gọi là "Louvre của Mỹ".

### Bộ sưu tập nghệ thuật trực tuyến
Có một số danh mục nghệ thuật trực tuyến và phòng trưng bày đã được phát triển độc lập với sự hỗ trợ của bất kỳ bảo tàng cá nhân nào. Nhiều phòng trong số này, như Phòng trưng bày Nghệ thuật Hoa Kỳ, đang nỗ lực phát triển các phòng trưng bày tác phẩm nghệ thuật tập trung vào tính bách khoa hoặc lịch sử, trong khi các phòng trưng bày khác là nỗ lực thương mại để bán tác phẩm của các nghệ sĩ đương đại.
Một số giới hạn các trang web như vậy có tầm quan trọng độc lập trong thế giới nghệ thuật. Các nhà đấu giá lớn, chẳng hạn như Sotheby's, Bonhams và Christie's, duy trì cơ sở dữ liệu trực tuyến lớn về nghệ thuật mà họ đã đấu giá hoặc đang bán đấu giá. Thư viện nghệ thuật Bridgeman đóng vai trò là nguồn trung tâm tái tạo tác phẩm nghệ thuật, với quyền truy cập chỉ giới hạn trong các viện bảo tàng, nhà kinh doanh nghệ thuật và các chuyên gia hoặc tổ chức chuyên nghiệp khác.

#### Văn học dân gian
Ngoài ra còn có các phòng trưng bày trực tuyến được phát triển bởi sự hợp tác của các bảo tàng và phòng trưng bày quan tâm hơn đến việc phân loại nghệ thuật. Họ quan tâm đến việc sử dụng tiềm năng dân gian trong các viện bảo tàng và các yêu cầu về xử lý hậu kỳ các thuật ngữ đã được thu thập, cả để kiểm tra tính tiện ích của chúng và triển khai chúng theo những cách hữu ích.
Steve.museum là một ví dụ về trang web đang thử nghiệm triết lý hợp tác này. Các tổ chức tham gia bao gồm Guggenheim Museum, Cleveland Museum of Art, Metropolitan Museum of Art và San Francisco Museum of Modern Art.

## Danh sách bảo tàng
- Danh sách bảo tàng (trang Wikipedia chính, liệt kê các liên kết đến các bài viết về nhiều bảo tàng cụ thể, trên toàn thế giới, được sắp xếp theo quốc gia)
- Danh sách bảo tàng ở Việt Nam
- Danh sách bảo tàng được ghé thăm nhiều nhất
- Danh sách bảo tàng nghệ thuật được ghé thăm nhiều nhất
- Danh sách bảo tàng được ghé thăm nhiều nhất theo khu vực
- Danh sách bảo tàng nghệ thuật lớn nhất trên thế giới

### Danh sách quốc tế và quốc gia
- Thế giới: Di sản Thế giới (mỗi UNESCO)
- Thế giới (nghệ thuật hiện đại): Bảo tàng nghệ thuật hiện đại
- Châu Mỹ La Tinh: Các bảo tàng ở Châu Mỹ La Tinh, trên trang web của Trung tâm Thông tin Mạng Châu Mỹ La Tinh (LANIC) của Đại học Texas tại Austin
- Hoa Kỳ: Category:Các tổ chức được công nhận bởi Liên minh các Viện Bảo tàng Hoa Kỳ, danh sách theo thứ tự bảng chữ cái kèm theo các liên kết.
- Hoa Kỳ: TRANG WEB BẢO TÀNG NGHỆ THUẬT, TRUNG TÂM NGHỆ THUẬT và CÁC TỔ CHỨC NGHỆ THUẬT KHÔNG LỢI NHUẬN, được sắp xếp theo tiểu bang, trên trang web Art Collecting.com.
- Hoa Kỳ: Trang bảo tàng, liệt kê (có liên kết) các bảo tàng quốc gia của Hoa Kỳ, trong tiểu mục "Lịch sử, Nghệ thuật và Văn hóa" của phần "Công dân" trên trang web thông tin chung của chính phủ liên bang Hoa Kỳ USA.gov

### Danh sách khu vực địa phương

#### Các thành phố lớn ở Châu Âu
- Danh sách viện bảo tàng ở Berlin
- Danh sách viện bảo tàng ở London
- Danh sách bảo tàng ở Paris
- Danh sách viện bảo tàng ở Rome

#### Khu vực địa phương Bắc Mỹ
- Danh sách bảo tàng ở Washington, D.C., Hoa Kỳ
- Danh sách bảo tàng ở San Francisco, California, Hoa Kỳ
- Danh sách bảo tàng ở Los Angeles, California, Hoa Kỳ
- Danh sách viện bảo tàng ở Massachusetts, Hoa Kỳ
- Danh sách bảo tàng ở Thành phố New York, Hoa Kỳ
- Danh sách bảo tàng ở Toronto, Canada